# Cabo Walcott
O cabo Walcott é um promontório coberto de gelo, de destaque, se erguendo a 625 m, formando uma extremidade em direção ao mar da Elevação de Scripps na costa leste da Terra de Palmer, na Antártida. Foi descoberto por Sir Hubert Wilkins em 1928 e recebeu deste o nome de Frederic C. Walcott do Conselho da Sociedade Geográfica Americana.
 Este artigo incorpora material em domínio público  de United States Geological Survey   , documento "Cabo Walcott" (conteúdo do Geographic Names Information System).